# Журавский сельсовет (Новосибирская область)
Журавский сельсовет — сельское поселение в Чистоозёрном районе Новосибирской области Российской Федерации.
Административный центр — село Журавка.

## История
Статус и границы сельского поселения установлены Законом Новосибирской области от 2 июня 2004 года № 200-ОЗ «О статусе и границах муниципальных образований Новосибирской области»

## Население
| 2002 | 2010 | 2012 | 2013 | 2014 | 2015 | 2016 |
| ---- | ---- | ---- | ---- | ---- | ---- | ---- |
| 1091 | ↘958 | ↘930 | ↘907 | ↘887 | ↘882 | ↘877 |
| 2017 | 2018 | 2019 | 2020 | 2021 |      |      |
| ↘872 | ↘855 | ↘854 | ↘830 | ↘815 |      |      |

## Состав сельского поселения
| № | Населённый пункт | Тип населённого пункта       | Население |
| - | ---------------- | ---------------------------- | --------- |
| 1 | Журавка          | село, административный центр | ↘815      |